# Marc Denis
Joseph Denis Marc Denis (* 1. srpna 1977 Montréal, Québec) je bývalý kanadský hokejový brankář a trenér brankářů.

## Hráčská kariéra
Byl draftován v NHL z 25. místa týmem Colorado Avalanche v roce 1995. Před vstupním draftem NHL, hrával jako junior v zámořské soutěži QMJHL za tým Chicoutimi Saguenéens. V Chicoutimi Saguenéens strávil tři roky (1994/97). Ve druhém roce působení získal trofej Marcel Robert Trophy, poslední rok v juniorské soutěži získal dvě trofeje, Jacques Plante Memorial Trophy a CHL Goaltender of the Year. Za skvělé výkony byl nominován k reprezentačnímu věběru mistrovství světa juniorů 1996 a mistrovství světa juniorů 1997. V MSJ 1996 byl náhradník Josého Théodorea o rok později byl již jedničkou v bráně a záda mu kryl Martin Biron. Oba dva turnaje vynesli zisk zlatých medailích. První zápas mezi dospělé odchytal v NHL za Colorado Avalanche, který si ho draftoval. 7. prosince 1996 debutoval v NHL a odchytal celý zápas, z 26 střel inkasoval tři branky. Následující dva roky strávil na farmě Avalanche v Hershey Bears, kterému v ročníku 1996/97 pomohl k zisku calderova poháru, avšak v základní části neodchytal žádný zápas.
Dne 7. června 2000 byl vyměněn do nového týmu v NHL Columbus Blue Jackets za výběr ve druhém kole draftu v roce 2000 (touto volbou byl vybrán český útočník Tomáš Kůrka). V sezoně 2002/03 vytvořil rekord v NHL, za 77 odchytaných zápasů strávil na ledě 4 511 minut, čímž vytvořil rekord. Během výluky v NHL nikde nechytal. Po neúspěchu postoupit s týmem do playoff byl nominován k reprezentačnímu výběru na mistrovství světa 2004. Společně s brankářem Alexem Auldem a týmem dovedli Kanadu k zisku zlatých medailím. S klubem Columbus Blue Jackets, kde chytal v letech 2000-06 se ani jednou neprobojovali do playoff. 30. června 2006 byl vyměněn do týmu Tampa Bay Lightning za Fredrika Modina a Fredrika Norrena. V klubu začínal jako brankářská jednička, po špatných výkonech převzal post náhradník Johan Holmqvist. Postup do playoff dostal důvěru pouze jeho spoluhráč Johan Holmqvist. Následující sezonu nezískal důvěru hlavního trenéra v Lightning Johna Tortorella, který dal důvěru nezkušenému brankáři Karri Ramo. Později byl převelen na farmu v Norfolk Admirals, kde odchytal většinu sezony.
Dne 25. června 2008 byl vyplacen ze smlouvy a stal se nechráněným hráčem. Dlouho bez práce nezůstal, 3. července 2008 se dohodl na smlouvě s týmem Montreal Canadiens. Po přípravném kempu byl přidělen na farmu v Hamilton Bulldogs, v týmu působil jako brankářská jednička, záda mu kryl náhradník Cédrick Desjardins. 2. ledna 2009 před zápasem mezi New Jersey Devils byl v zápase uveden jako náhradní brankář Jaroslava Haláka. Ve třetí třetině za stavu 3:1 se dočkal na návrat mezi tyče v NHL, ze sedmi střel pustil za záda jednu. Závěr kariéry dochytal na farmě Hamilton Bulldogs.

## Trenérská kariéra
V sezoně 2010/11 působil v klubu Chicoutimi Saguenéens jako trenér brankářů.

## Ocenění a úspěchy
- 1996 QMJHL – Marcel Robert Trophy
- 1997 CHL – První All-Star Tým
- 1997 CHL – Brankář roku
- 1997 QMJHL – Jacques Plante Memorial Trophy
- 1997 QMJHL – První All-Star Tým
- 1997 MSJ – Nejlepší brankář
- 2009 AHL – Hráč týdne 2. listopadu

## Prvenství
- Debut v NHL – 7. prosince 1996 (Colorado Avalanche proti Los Angeles Kings)
- První inkasovaný gól v NHL - 7. prosince 1996 (Colorado Avalanche proti Los Angeles Kings, kanadskému útočníkem Brad Smyth)
- První vychytaná nula v NHL – 3. listopadu 1999 (St. Louis Blues proti Colorado Avalanche)

## Rekordy

### Columbus Blue Jackets
- počet odchytaných zápasů: 77 (2002-03)
- počet odchytaných minut: 2172 (2002-03)
- počet proher: 41 (2002-03)
- počet obdržených branek: 232 (2002-03)
- počet střel soupeře: 2404 (2002-03)
- počet zákroků: 2172 (2002-03)
- celkový počet proher: 146
- celkový počet trestných minut: 22

## Statistiky

### Základní části
| Sezona       | Tým                   | Liga         | Z   | V   | P   | R/Pvp | MIN    | OG  | ČK | POG  | %ChS |
| ------------ | --------------------- | ------------ | --- | --- | --- | ----- | ------ | --- | -- | ---- | ---- |
| 1992–93      | Mtl-Bourassa          | QAAA         | 26  | —   | —   | —     | 1559   | 74  | 5  | 2.87 | —    |
| 1993–94      | Trois Rivieres        | QAAA         | 36  | 10  | 22  | 3     | 2093   | 158 | 0  | 4.53 | —    |
| 1994–95      | Chicoutimi Saguenéens | QMJHL        | 32  | 17  | 9   | 1     | 1688   | 98  | 0  | 3.48 | 89.1 |
| 1995–96      | Chicoutimi Saguenéens | QMJHL        | 51  | 23  | 21  | 4     | 2895   | 157 | 2  | 3.19 | 89.1 |
| 1996–97      | Chicoutimi Saguenéens | QMJHL        | 41  | 22  | 15  | 2     | 2317   | 104 | 4  | 2.69 | 90.5 |
| 1996–97      | Colorado Avalanche    | NHL          | 1   | 0   | 1   | 0     | 60     | 3   | 0  | 3.00 | 88.5 |
| 1996–97      | Hershey Bears         | AHL          | —   | —   | —   | —     | —      | —   | —  | —    | —    |
| 1997–98      | Hershey Bears         | AHL          | 47  | 17  | 23  | 4     | 2588   | 125 | 1  | 2.90 | 89.9 |
| 1998–99      | Hershey Bears         | AHL          | 52  | 20  | 23  | 5     | 2908   | 137 | 4  | 2.83 | 91.4 |
| 1998–99      | Colorado Avalanche    | NHL          | 4   | 1   | 1   | 1     | 217    | 9   | 0  | 2.49 | 91.8 |
| 1999–00      | Colorado Avalanche    | NHL          | 23  | 9   | 8   | 3     | 1203   | 51  | 3  | 2.54 | 91.7 |
| 2000–01      | Columbus Blue Jackets | NHL          | 32  | 6   | 20  | 4     | 1830   | 99  | 0  | 3.25 | 89.5 |
| 2001–02      | Columbus Blue Jackets | NHL          | 42  | 9   | 24  | 5     | 2335   | 121 | 1  | 3.11 | 89.9 |
| 2002–03      | Columbus Blue Jackets | NHL          | 77  | 27  | 41  | 8     | 4511   | 232 | 5  | 3.09 | 90.3 |
| 2003–04      | Columbus Blue Jackets | NHL          | 66  | 21  | 36  | 7     | 3795   | 162 | 5  | 2.56 | 91.8 |
| 2005–06      | Columbus Blue Jackets | NHL          | 49  | 21  | 25  | 1     | 2786   | 151 | 1  | 3.25 | 90.0 |
| 2006–07      | Tampa Bay Lightning   | NHL          | 44  | 17  | 18  | 2     | 2353   | 125 | 1  | 3.19 | 88.3 |
| 2007–08      | Tampa Bay Lightning   | NHL          | 10  | 1   | 5   | 0     | 414    | 28  | 0  | 4.05 | 85.9 |
| 2007–08      | Norfolk Admirals      | AHL          | 32  | 11  | 17  | 2     | 1832   | 89  | 1  | 2.91 | 91.0 |
| 2008–09      | Hamilton Bulldogs     | AHL          | 46  | 27  | 18  | 0     | 2659   | 109 | 5  | 2.46 | 92.0 |
| 2008–09      | Montreal Canadiens    | NHL          | 1   | 0   | 0   | 0     | 20     | 1   | 0  | 3.00 | 85.7 |
| Celkem v NHL | Celkem v NHL          | Celkem v NHL | 349 | 112 | 179 | 31    | 19,526 | 982 | 16 | 3.02 | 90.2 |

### Play-off
| Sezona       | Tým                   | Liga         | Z  | V  | P  | MIN  | OG | ČK | POG  | %ChS |
| ------------ | --------------------- | ------------ | -- | -- | -- | ---- | -- | -- | ---- | ---- |
| 1993–94      | Trois Rivieres        | QAAA         | 4  | 1  | 3  | 249  | 20 | 0  | 4.83 | —    |
| 1994–95      | Chicoutimi Saguenéens | QMJHL        | 6  | 4  | 2  | 372  | 19 | 1  | 3.04 | 91.7 |
| 1995–96      | Chicoutimi Saguenéens | QMJHL        | 16 | 8  | 8  | 957  | 69 | 0  | 4.32 | 86.5 |
| 1996–97      | Chicoutimi Saguenéens | QMJHL        | 21 | 11 | 10 | 1229 | 70 | 1  | 3.43 | 88.3 |
| 1996–97      | Hershey Bears         | AHL          | 4  | 1  | 0  | 56   | 1  | 0  | 1.08 | 96.0 |
| 1997–98      | Hershey Bears         | AHL          | 6  | 3  | 3  | 346  | 15 | 0  | 2.59 | 89,4 |
| 1998–99      | Hershey Bears         | AHL          | 3  | 1  | 1  | 143  | 7  | 0  | 2.93 | 90.9 |
| 2008–09      | Hamilton Bulldogs     | AHL          | 6  | 2  | 4  | 359  | 20 | 0  | 3.34 | 89.0 |
| Celkem v NHL | Celkem v NHL          | Celkem v NHL | —  | —  | —  | —    | —  | —  | —    | —    |

### Reprezentace
| Rok                       | Tým                       | Soutěž                    | Z | V | P | R | MIN | OG | ČK | POG  | %ChS |
| ------------------------- | ------------------------- | ------------------------- | - | - | - | - | --- | -- | -- | ---- | ---- |
| 1996                      | Kanada 20                 | MSJ                       | 2 | 2 | 0 | 0 | 120 | 2  | 0  | 1.00 |      |
| 1997                      | Kanada 20                 | MSJ                       | 7 | 5 | 0 | 2 | 419 | 13 | 1  | 1.86 | 93.3 |
| 2006                      | Kanada                    | MS                        | 5 | 4 | 1 | 0 | 263 | 11 | 0  | 2.51 | 91.6 |
| Juniorská kariéra celkově | Juniorská kariéra celkově | Juniorská kariéra celkově | 9 | 7 | 0 | 2 | 539 | 15 | 1  | 1.43 |      |
| Seniorská kariéra celkově | Seniorská kariéra celkově | Seniorská kariéra celkově | 5 | 4 | 1 | 0 | 263 | 11 | 0  | 2.51 | 91.6 |

Legenda
- Z - Odehrané zápasy (Zápasy)
- V - Počet vyhraných zápasů (Vítězství)
- P - Počet prohraných zápasů (Porážky)
- R/PVP - Počet remíz respektive porážek v prodloužení zápasů (Remízy/Porážky v prodloužení)
- MIN - Počet odchytaných minut (Minuty)
- OG - Počet obdržených branek (Obdržené góly)
- ČK - Počet vychytaných čistých kont (Čistá konta)
- POG - Průměr obdržených branek (Průměr obdržených gólů)
- G - Počet vstřelených branek (Góly)
- A - Počet přihrávek na branku (Asistence)
- %CHS - % chycených střel (% chycených střel)